# Condado de Broadwater

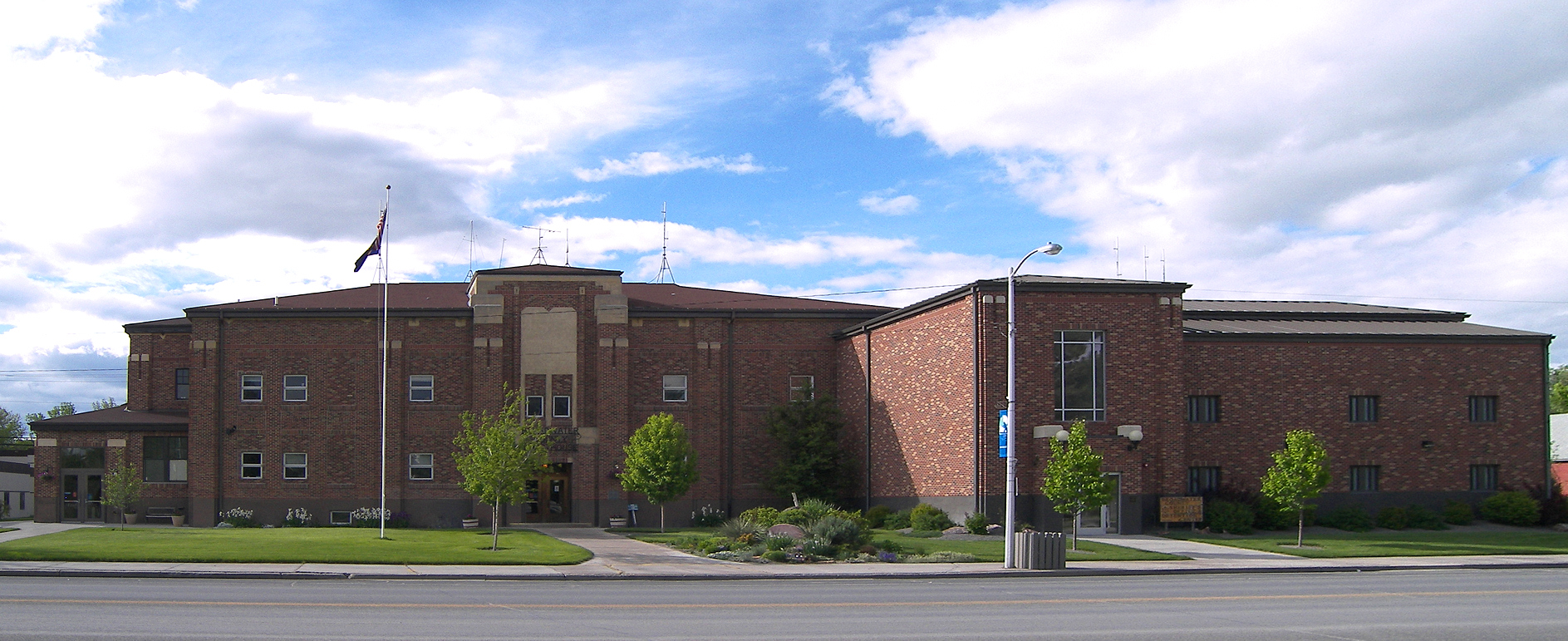
Tribunal do condado de Broadwater, em Townsend, Montana

O Condado de Broadwater é um dos 56 condados do estado norte-americano de Montana. A sede de condado é Townsend, que é também a sua maior cidade. O condado tem uma área de 3209 km² (dos quais 24 km² estão cobertos por água), uma população de 4385 habitantes, e uma densidade populacional de 1,42 hab/km² (segundo o censo nacional de 2000). O condado foi fundado em 1897 e o seu nome é uma homenagem a Charles Arthur Broadwater (1840-1892), magnata e empresário dos caminhos-de-ferro do Montana.